# Tiedra
Tiedra község Spanyolországban, Valladolid tartományban. Tiedra Benafarces, Pinilla de Toro, Vezdemarbán, Castromembibre, Villavellid, Villardefrades, San Cebrián de Mazote, Mota del Marqués és Villalbarba községekkel határos. Lakosainak száma 282 fő (2024).

## Népesség
A település népessége az utóbbi években az alábbiak szerint változott:
| Lakosok száma | 410  | 394  | 373  | 350  | 328  | 307  | 297  | 288  | 289  | 282  |
|               | 2001 | 2004 | 2007 | 2009 | 2012 | 2014 | 2017 | 2019 | 2022 | 2024 |